# Iwan Isakow

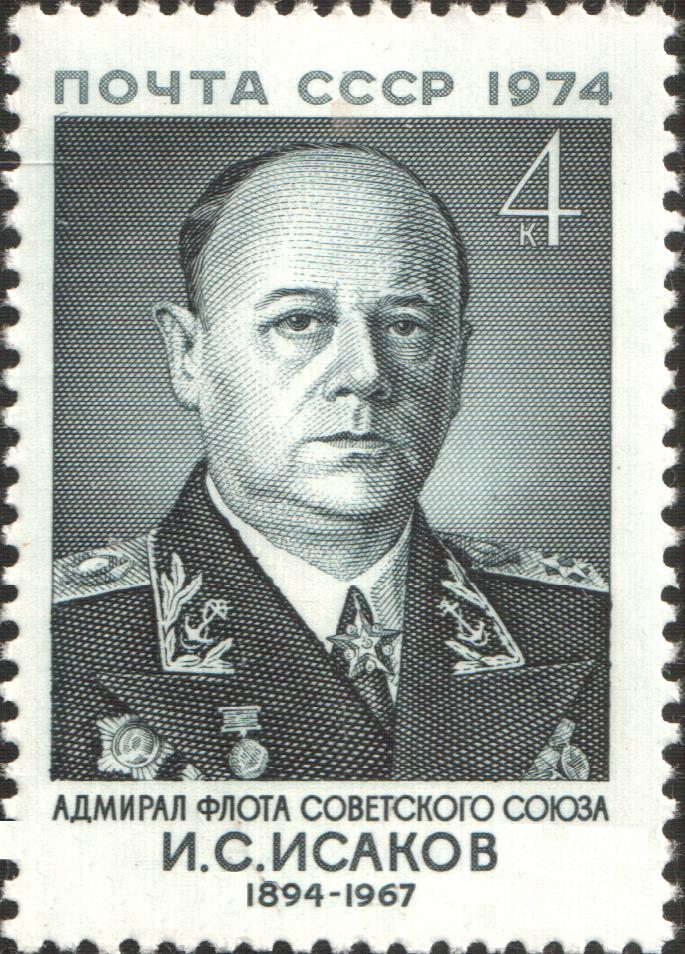
Znaczek Poczty ZSRR z adm. Iwanem Isakowem, 1974

Iwan Stiepanowicz Isakow, ros. Иван Степанович Исаков, orm. Հովհաննես Սթեփանի Իսակով (ur. 10 sierpnia?/22 sierpnia 1894 w Adżykiencie w Azerbejdżanie, zm. 11 października 1967 w Moskwie) – radziecki oficer marynarki wojennej, admirał floty Związku Radzieckiego, szef sztabu i dowódca Floty Bałtyckiej Marynarki Wojennej ZSRR (1937–1938), I zastępca ministra Marynarki Wojennej ZSRR (1941–1943), szef Głównego Sztabu Marynarki Wojennej ZSRR (1946–1947), zastępca naczelnego dowódcy Marynarki Wojennej ZSRR (1947–1954), zastępca ministra Floty Morskiej ZSRR (1950–1954), Bohater Związku Radzieckiego (1965), deputowany do Rady Najwyższej ZSRR 1. kadencji.

## Życiorys
Służbę w marynarce rozpoczął w 1913. Ukończył Kadecki Korpus Morski w 1917. We Flocie Sowieckiej Rosji od 1918. Uczestniczył w wojnie domowej 1918–1920, służąc we Flocie Bałtyckiej i Flotylli Kaspijskiej.
Od 1923 w służbie na Morzu Czarnym, m.in. dowódca okrętu trałowego i niszczyciela oraz na stanowiskach sztabowych. W 1928 ukończył Wyższe Kursy Akademickie w Akademii Marynarki Wojennej. wyznaczony na szefa oddziału operacyjnego, zastępcy szefa sztabu Floty Czarnomorskiej. W latach 1933–1935 służył na stanowisku szefa sztabu Floty Bałtyckiej, następnie szefa Zarządu Sztabu Generalnego Sił Zbrojnych ZSRR, a później w szkolnictwie wojskowym w akademii Marynarki Wojennej.
W latach 1937–1938 szef sztabu i dowódca Floty Bałtyckiej. Od stycznia 1938 do kwietnia 1946 szef Głównego Sztabu Morskiego, zastępca i I zastępca komisarza ludowego (ministra) Marynarki Wojennej ZSRR (1941–1943). Od 1939 członek KPZR. W latach 1946–1947 szef Głównego Sztabu Marynarki Wojennej, a w latach 1947–1954 zastępca naczelnego dowódcy Marynarki Wojennej. W latach 1947–1954 główny redaktor „Atlasu Morskiego”.
Od 1950 w stanie spoczynku, w latach 1950–1954 był zastępcą ministra Floty Morskiej ZSRR. W latach 1954–1957 na stanowiskach w ministerstwie obrony ZSRR. Od 1958 członek korespondent Akademii Nauk ZSRR. Od 1958 generalny inspektor w Grupie Inspektorów ministerstwa Obrony (tzw. rajska grupa). Deputowany do Rady Najwyższej ZSRR 1. kadencji.
Jego imieniem został nazwany jeden z okrętów niszczycieli okrętów podwodnych.

## Awanse admiralskie
- admirał - Uchwała Rady Komisarzy Ludowych nr 946 z 4 czerwca 1940;
- admirał floty - Uchwała Rady Komisarzy Ludowych nr 641 z 31 maja 1944;
- admirał floty Związku Radzieckiego - Uchwała Rady Ministrów ZSRR z 3 marca 1955.

## Odznaczenia
- Medal „Złota Gwiazda” Bohatera Związku Radzieckiego (7 maja 1965)
- Order Lenina – sześciokrotnie
- Order Czerwonego Sztandaru – trzykrotnie
- Order Uszakowa I stopnia – dwukrotnie (1944, 1945)
- Order Wojny Ojczyźnianej I stopnia
- Order Czerwonej Gwiazdy
- Medal „Za obronę Leningradu”
- Medal „Za obronę Moskwy”
- Medal „Za obronę Sewastopola”
- Medal „Za obronę Kaukazu”
- Medal „Za zwycięstwo nad Japonią”
- Medal „Za zwycięstwo nad Niemcami w Wielkiej Wojnie Ojczyźnianej 1941–1945”
- Medal jubileuszowy „Dwudziestolecia zwycięstwa w Wielkiej Wojnie Ojczyźnianej 1941–1945”
- Medal jubileuszowy „XX lat Robotniczo-Chłopskiej Armii Czerwonej”
- Medal jubileuszowy „30 lat Armii Radzieckiej i Floty”
- Medal jubileuszowy „40 lat Sił Zbrojnych ZSRR”
- Medal „W upamiętnieniu 800-lecia Moskwy”
- Medal „W upamiętnieniu 250-lecia Leningradu”
- Nagroda Stalinowska (1951)